# シーサー

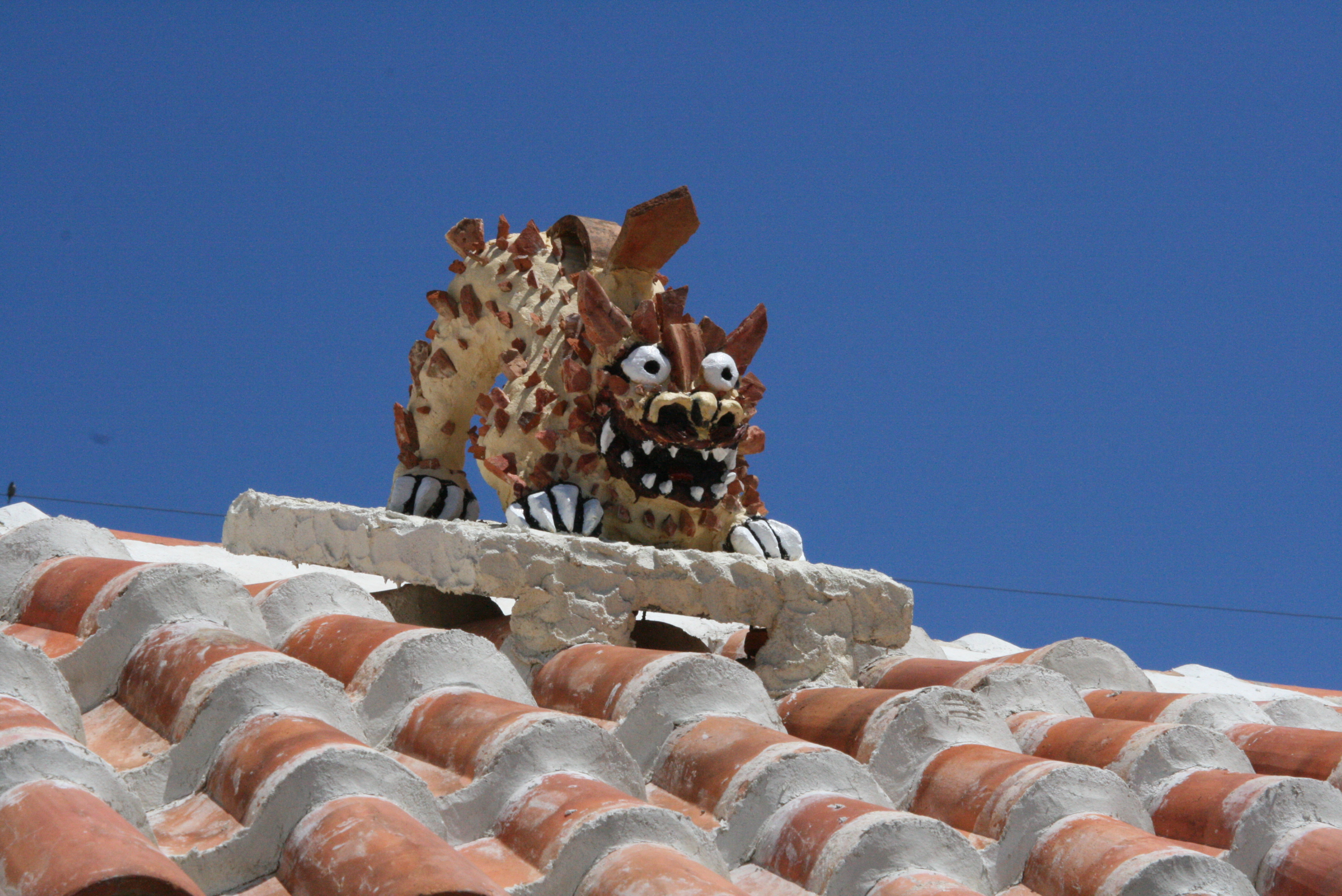
瓦屋根の上のシーサー（名護市）

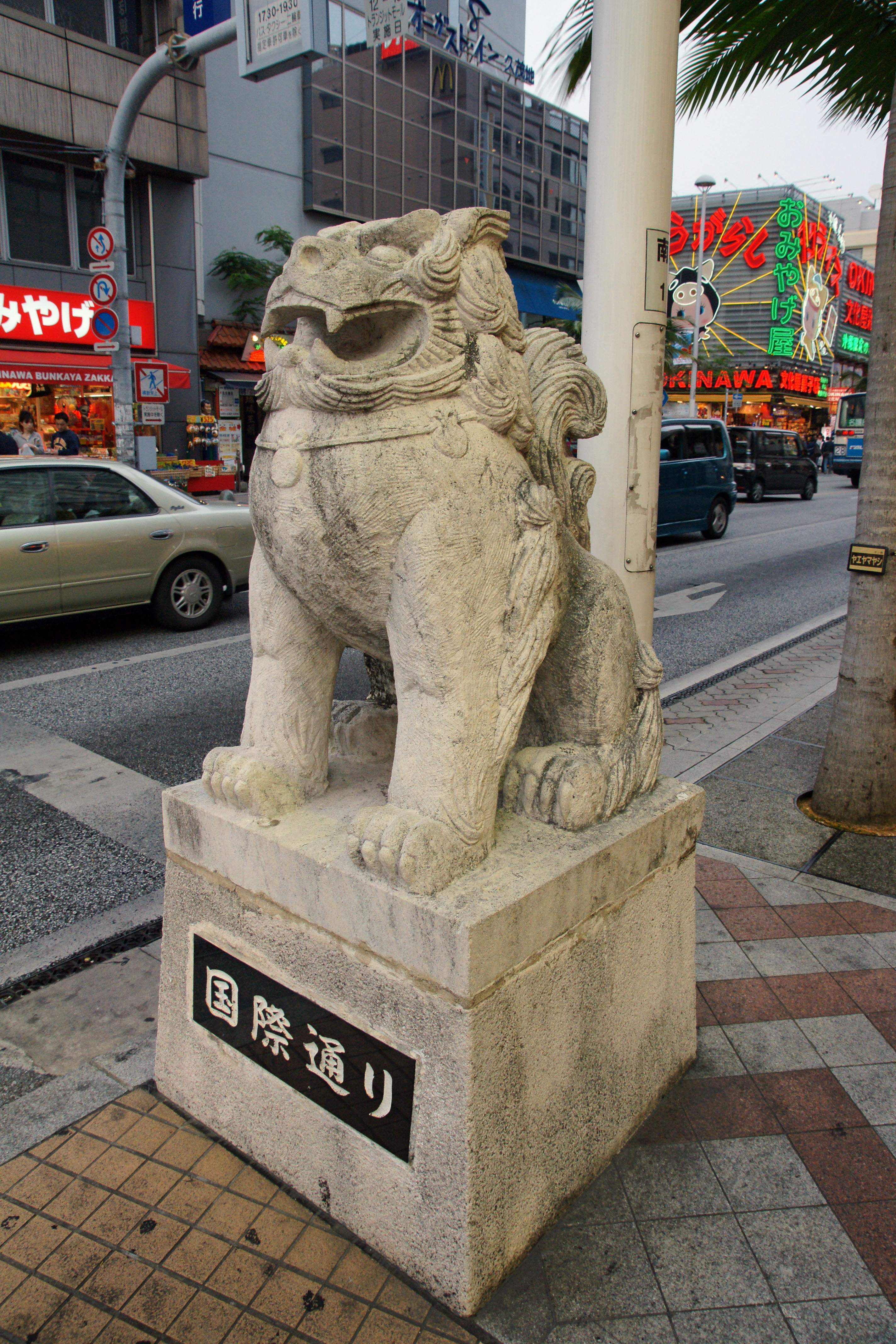
国際通りのシーサー（那覇市）

シーサーは、沖縄県などでみられる伝説の獣像。魔除けの意味を持ち、屋根の上に設置されることが多いとされている。

## 概要

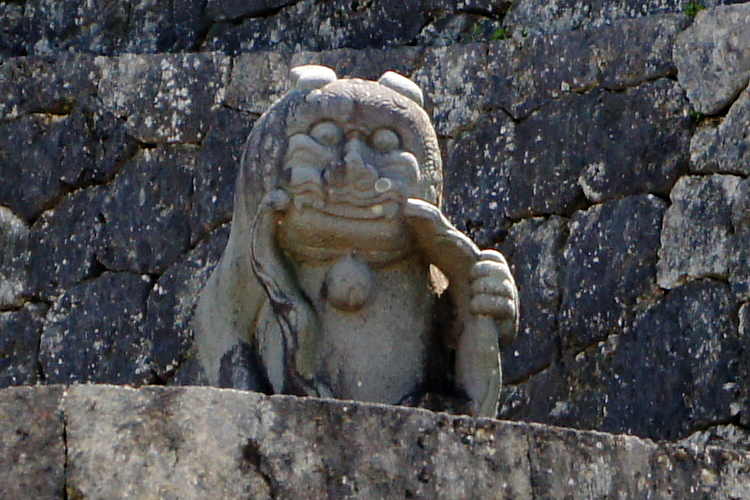
玉陵の獅子

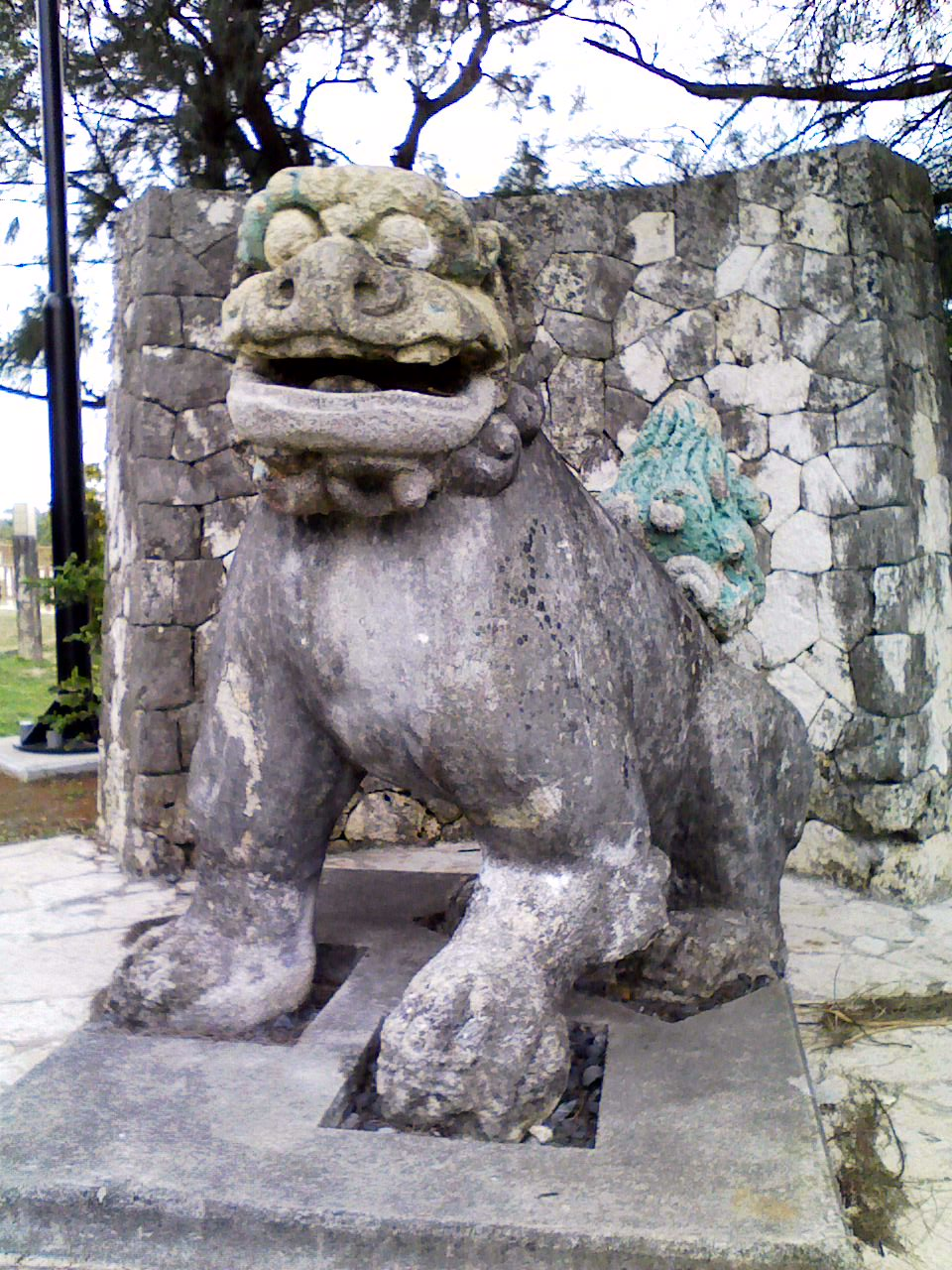
御茶屋御殿石造獅子

名前は「獅子（しし）」（元はサンスクリット語のライオン、シンハー）を沖縄語で発音したものである。八重山方言ではシィーシィー、シーシ－という。
スフィンクスや中国の石獅子、日本本土の狛犬などと同じく、源流は古代オリエントのライオンと伝えられている。犬という説もあるが、沖縄に関連の深かった中国や南方からの影響を考えてやはり獅子であろうという意見や、またその音からも獅子と断言される事がある。中国南部や台湾には風獅爺、風獅と呼ばれる石造の獅子を風除けの守りとして設置する風習があり、これらがシーサーと訳されることがある。
沖縄における最古の獅子の彫刻は、浦添ようどれの英祖王の石厨子にみられるもので、英祖王の没した13世紀後半、あるいは彫刻技術などの点から15世紀の制作と考えられている。石獅子として最古のものは、王家によって造営された「宮獅子」に分類されるものとみられる。現存する宮獅子としては、末吉宮の獅子（15世紀から16世紀）、玉陵の獅子（那覇市指定文化財、1501年ごろ玉陵造営時の制作とみられる）、浦添ようどれの獅子（17世紀初期ごろ）がある。首里城の瑞泉門や歓合門にも一対の石獅子が存在したが、玉陵東室入口に存在した一対の石獅子や浦添ようどれの獅子の片方と同様、沖縄戦で失われた。これらの獅子像は、魔除けのみならず権威の象徴としての意味を有したと考えられている。なお、装飾としての獅子彫刻としては、円覚寺放生橋欄干（15世紀後半）、玉陵高欄柱などが作られている。
上杉千郷の説によれば、宮獅子の後に登場したのは御茶屋御殿石造獅子（那覇市指定文化財）にみられる「御嶽獅子」であるという。御茶屋御殿石造獅子はヒーザン（火山）として知られる八重瀬岳を向いており、火除けの目的で置かれたと考えられる。程順則が「石洞獅蹲」という詩の中でこの獅子について言及しているため、17世紀から18世紀の作とみられる。
17世紀後半以降、「村落獅子」と呼ばれる魔除けのシーサーが各村落に置かれるようになる。『球陽』によれば、始まりは1689年のことで、当時火事が頻発して難儀していた人々が風水師に助言を求めたところ、その風水師は八重瀬岳の影響によるものといい、これを防ぐには獅子の像をつくりその山に向けて設置するようにと助言した。住民がその言に従ってシーサーを設置したところ火事は発生しなくなったというものである。この時に設けられたのが最古の村落獅子とされる富盛のシーサーである（#村落獅子参照）。
1体で置かれることも、仏教の影響か阿吽像1対で置かれることもあるが、単体よりも1対で置かれることの方が多いとも言われる。阿吽の違いにより雌雄の別があり、各々役割があるという。一般的に口の開いたシーサーが雄で向かって右側に置き、福を招き入れ、口を閉じたシーサーが雌で向かって左側に置き、あらゆる災難を家に入れないとされているが、口の開閉による雄雌の区別には議論があるという。
各戸の屋根の上に置かれるようになったのは、庶民に瓦葺きが許されるようになった明治以降である。それまでは、寺社や城の門、御嶽（うたき）、貴族の墓陵、村落の出入り口などに設置されるのみだった。材質は石や陶器（素焼きまたは本焼き）、漆喰（しっくい）によるのが基本だが、近年ではコンクリートや青銅製のものもある。
造形は一定ではなくさまざまな表情や姿勢を見せる。

## 村落獅子

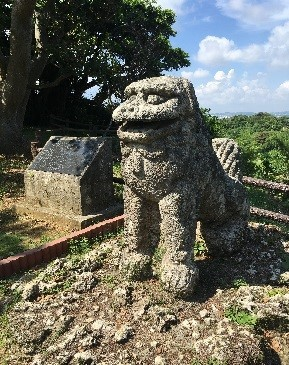
富盛のシーサー

沖縄本島南部を中心にグスクや集落に置かれた石獅子を特に「村落獅子」（村落守護シーサー、村獅子）と呼ぶ。2021年現在では、153体が現存している。単体で置かれる村落獅子には火災への守り（火返し、ヒーゲーシ）を目的に、2か所以上で置かれるものは魔除け（ヤナムン返し、ヤナムンゲーシ）を目的として置かれる場合が多い。また、隣村との対抗関係のために置かれた例もある。ほとんどは石製だが陶製のものも少数存在する。また「シーサー」と呼ばれる未加工の自然石も存在する。
現存する最古の記録では、『球陽』の1689年の記事で村獅子について言及されており、火災を防ぐために八重瀬嶽に向けて置かれたと記されている。現存する最古にして最大といわれるシーサー（村獅子）は八重瀬町（旧・東風平町）富盛地区にある富盛のシーサーで、沖縄県指定有形文化財に指定されている。その高さは1.4メートルほど、全長は1.75メートルという。表面には複数の穴が開いているのが確認できるが、これは次のような歴史によるものである。
このあたりは第二次世界大戦における1945年の沖縄戦では地上戦の舞台のひとつとなった。旧日本軍は八重瀬岳に陣地を設置、対するアメリカ軍が、八重瀬岳に向かって建つこのシーサーを弾除けにして日本軍の様子をうかがう写真が残されている。シーサーの表面の穴は、この戦争で穿たれた弾痕であった。
シーサーの周囲の風景は戦後の植林によって木立に姿を変えたが、このシーサーは今も変わらず建っている。戦後から半世紀、弾痕は大分薄くなってきたようである。

## 様々なシーサー

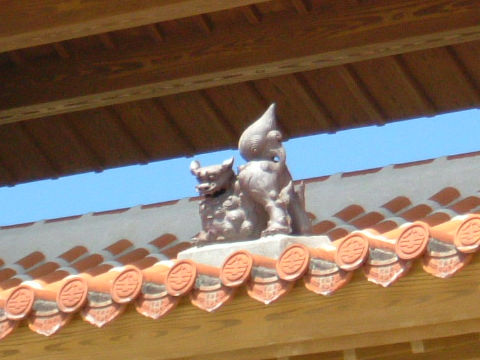
宜野湾市のシーサー
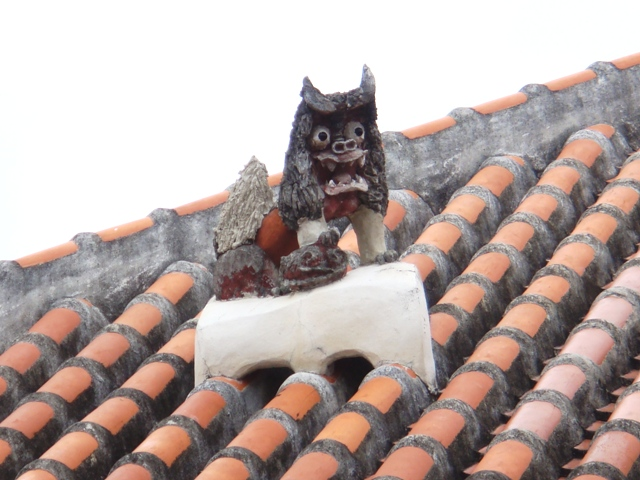
竹富町（竹富島）のシーサー
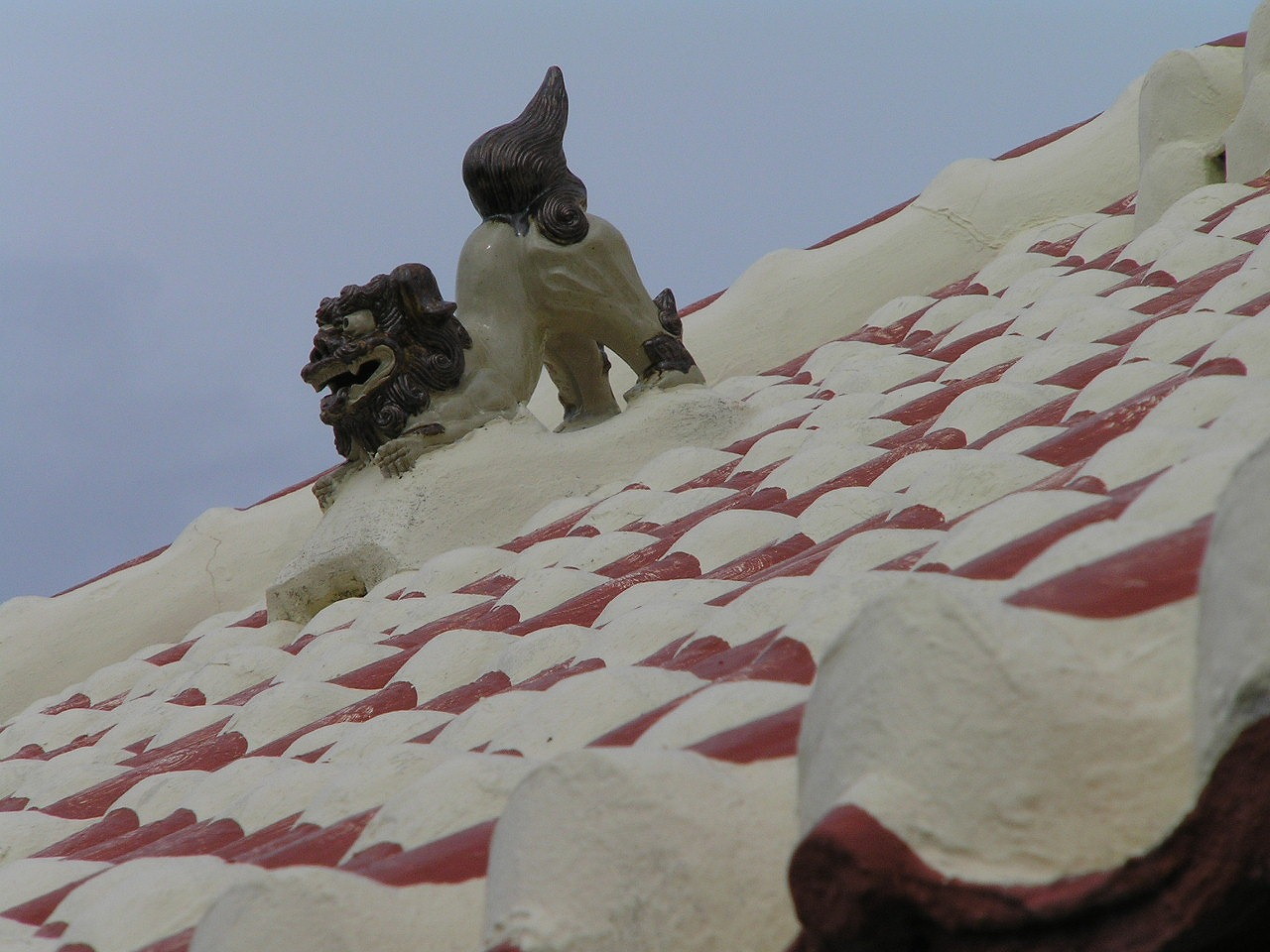
竹富町（黒島）のシーサー
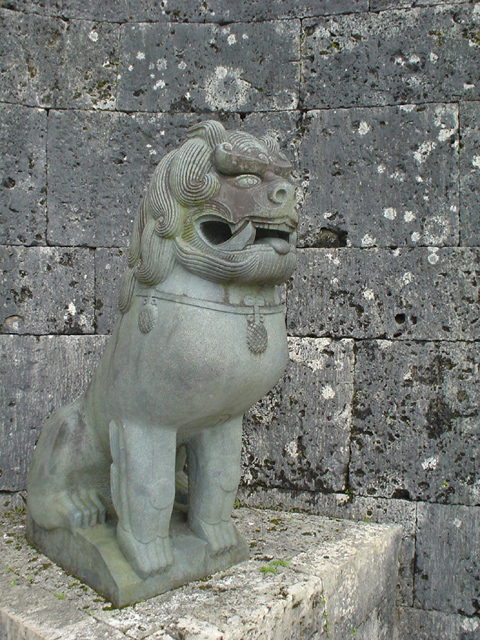
首里城の歓会門左横のシーサー
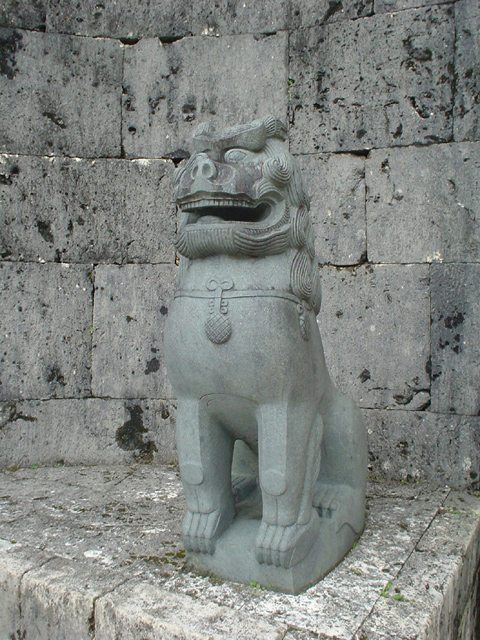
首里城の歓会門右横のシーサー
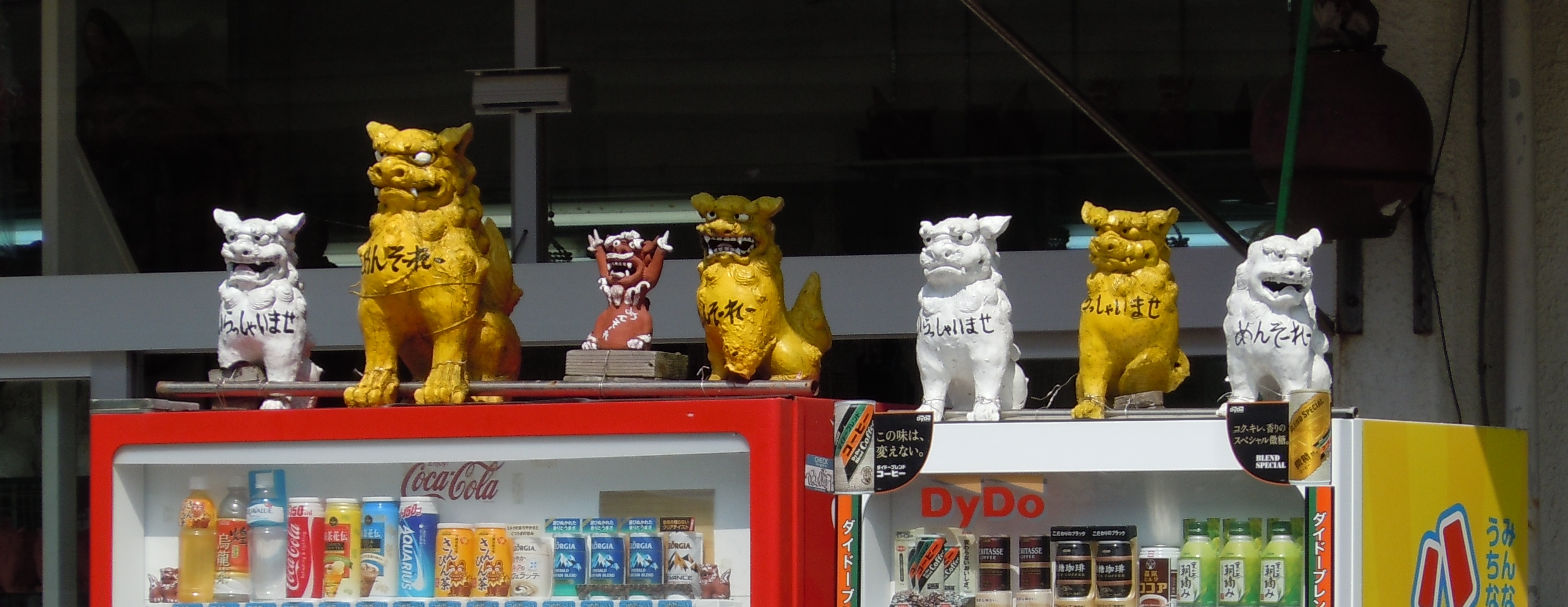
沖縄本島 自動販売機の上に鎮座するシーサー
フィクションにおけるシーサーの例（水木しげるロード）
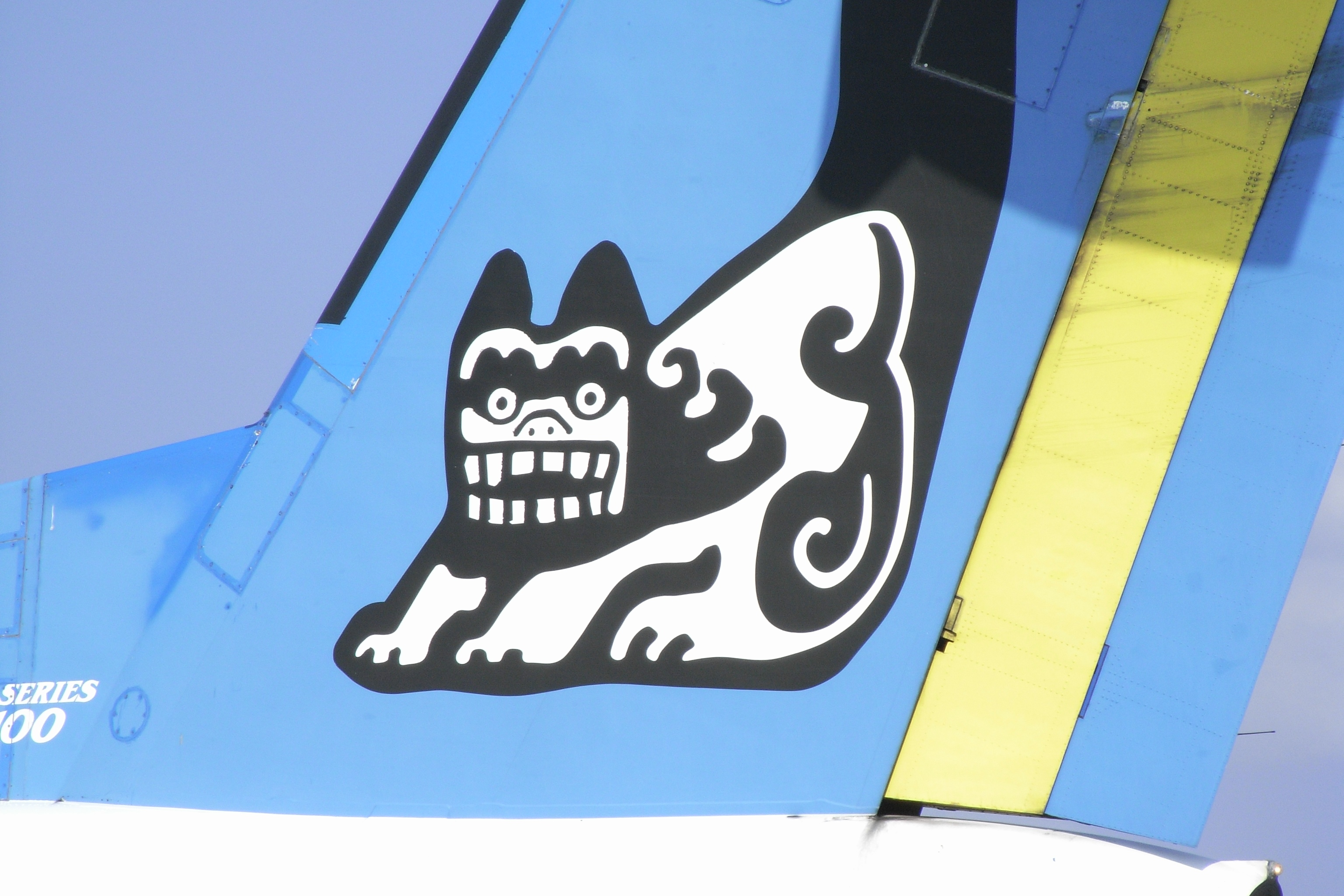
RAC機の尾翼に描かれたシーサー
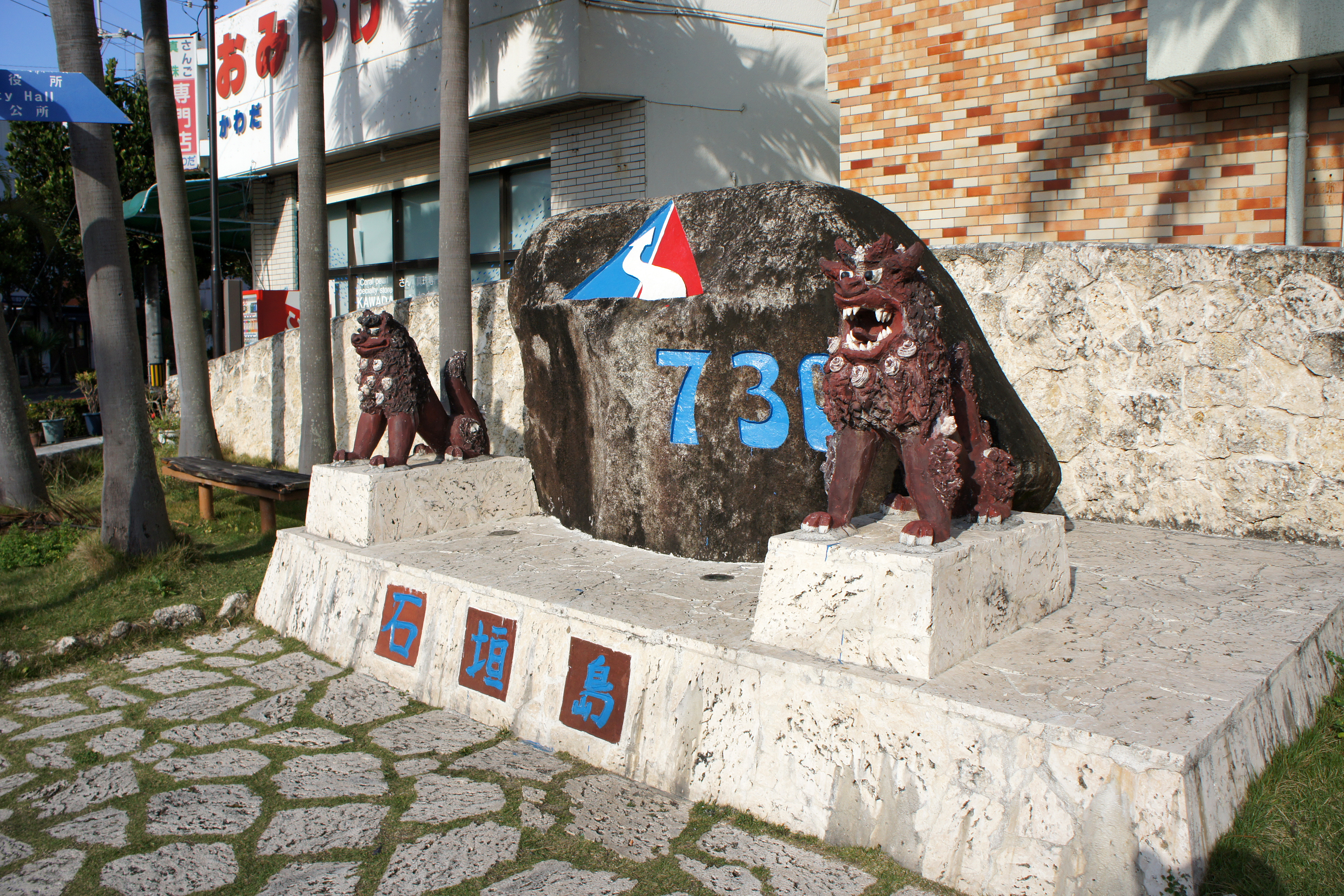
730シィーシィーパーク
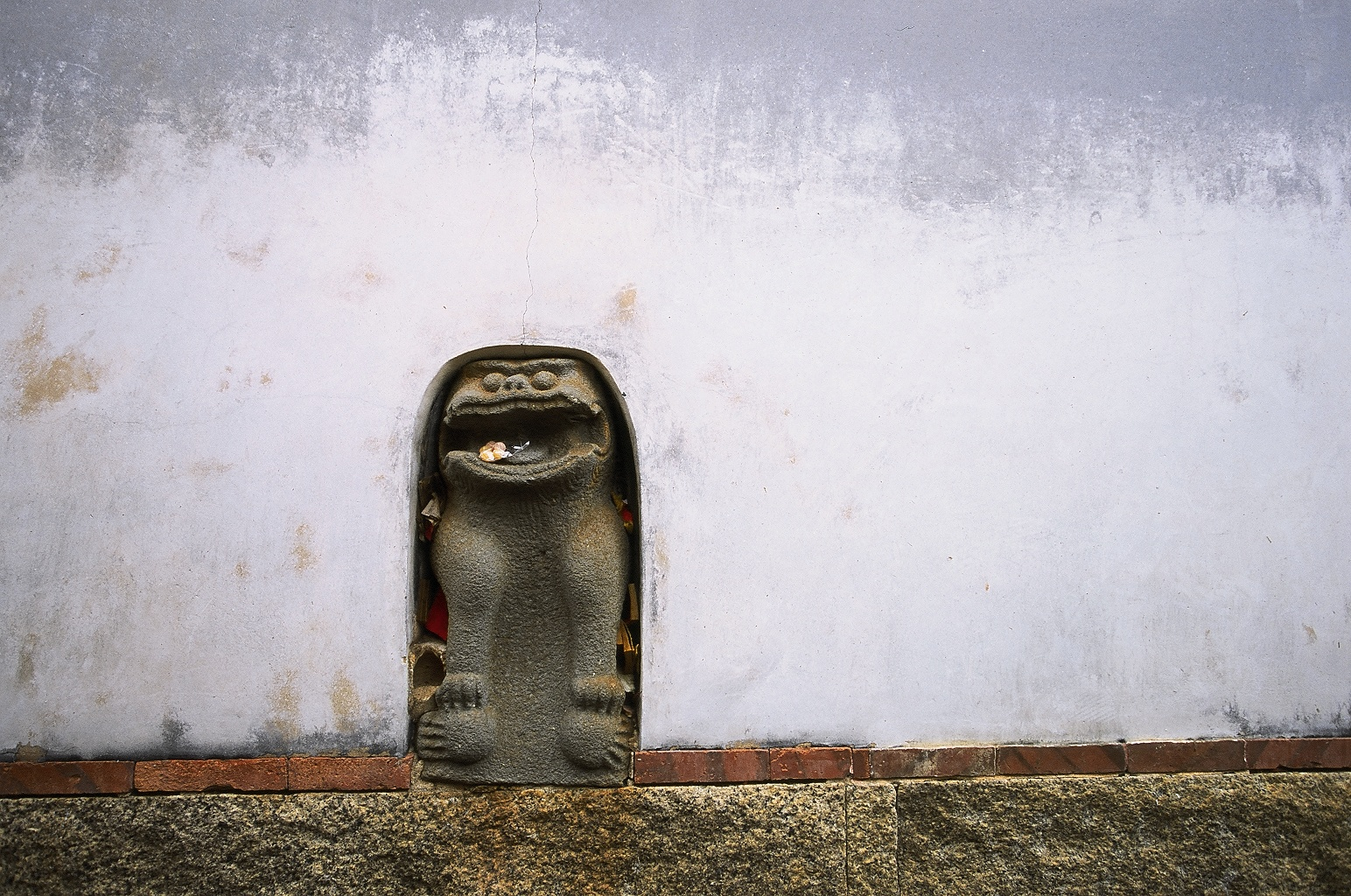
金門県（福建省 (中華民国)）の風獅爺
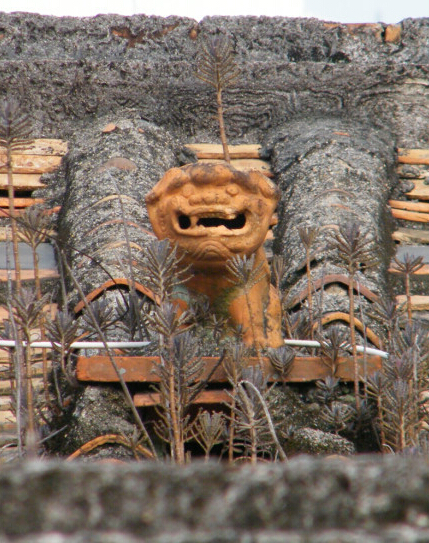
広東省汕頭市（中国）の風獅